# Померой (Айова)
Померой (англ. Pomeroy) — місто (англ. city) в США, в окрузі Калгун штату Айова. Населення — 526 осіб (2020).

## Географія
Померой розташований за координатами 42°33′7″ пн. ш. 94°40′40″ зх. д. / 42.55194° пн. ш. 94.67778° зх. д. (42.551951, -94.677821).  За даними Бюро перепису населення США в 2010 році місто мало площу 5,29 км², уся площа — суходіл.

## Демографія
Згідно з переписом 2010 року, у місті мешкали 662 особи в 280 домогосподарствах у складі 171 родини. Густота населення становила 125 осіб/км².  Було 350 помешкань (66/км²).
Расовий склад населення:
| - 96,8 % — білих - 1,1 % — корінних американців - 0,5 % — чорних або афроамериканців - 0,3 % — азіатів |

До двох чи більше рас належало 0,5 %. Частка іспаномовних становила 3,2 % від усіх жителів.
За віковим діапазоном населення розподілялося таким чином: 21,5 % — особи молодші 18 років, 50,1 % — особи у віці 18—64 років, 28,4 % — особи у віці 65 років та старші. Медіана віку мешканця становила 47,0 року. На 100 осіб жіночої статі у місті припадало 89,7 чоловіків;  на 100 жінок у віці від 18 років та старших — 93,3 чоловіків також старших 18 років.
Середній дохід на одне домашнє господарство  становив 47 722 долари США (медіана — 37 986), а середній дохід на одну сім'ю — 54 983 долари (медіана — 41 438). За межею бідності перебувало 25,7 % осіб, у тому числі 35,9 % дітей у віці до 18 років та 15,0 % осіб у віці 65 років та старших.
Цивільне працевлаштоване населення становило 341 осіб. Основні галузі зайнятості: освіта, охорона здоров'я та соціальна допомога — 23,2 %, виробництво — 15,8 %, будівництво — 12,6 %, роздрібна торгівля — 12,0 %.